# 게리 길버트
게리 길버트(영어: Gary Gilbert)는 미국의 영화 프로듀서이다. 《가든 스테이트》(2004), 《에브리바디 올라잇》(2010, 아카데미 작품상 후보작), 《라라랜드》(2016)를 프로듀싱했다.